# Drégely Imre
Drégely Imre (Bácsalmás, 1960. december 23. –) magyar fotóművész, egyetemi adjunktus, hobbizenész. 
A magyar pop-art és konstruktivista fotográfia kiemelkedő alakja. Kedvelt eszköze a multi-image. Vizuális kísérleteihez gyakran használ Polaroid vagy fekete-fehér nyersanyagokat. Ő a „magyar David Hockney”.

## Magánélet
Nős, felesége Pigai Katalin. Két gyermekük van: Imre és Kata Franciska.
Basszusgitáron játszik, együttese a Syzygy.

## Tanulmányok
- 1975–1979: Képző- és Iparművészeti Szakközépiskola, Budapest, fotó–illusztrátor szak
- 1988–1992: Magyar Iparművészeti Főiskola, fotó és alkalmazott grafika szak
- 1992–1994: Magyar Iparművészeti Főiskola Mesterképző Intézete, vizuális kommunikációs tervezői mesterdiploma

## Egyesületi, szövetségi tagságok
- 1988: Fiatal Fotóművészek Stúdiója, majd Egyesült Képek Egyesülete (EKE)
- 1992: Magyar Fotóművészek Szövetsége, Első Alkotócsoport
- 1999: Magyar Alkotóművészek Országos Egyesülete (MAOE)
- 2005: +Műhely Alkotócsoport

## Munkahelyek
A középiskolai tanulmányok befejezése után segédoperatőr volt a Magyar Televíziónál, eközben még betanított munkás a Szikra Lapnyomdánál és kiállításépítő-berendező a Műcsarnoknál. 1994-től szabadfoglalkozású fotográfusként (főleg alkalmazott- és reklámfotósként) dolgozik. 1998-tól a Magyar Iparművészeti Egyetem (2005-től Moholy-Nagy Művészeti Egyetem) vizuális kommunikáció tanszékén tanít fotó szakon. Egyetemi adjunktus. Több középiskolában óraadó.

## Díjak
- 1991–1994: Pécsi József fotóművészeti ösztöndíj
- 2007: Balogh Rudolf-díj

## Kiállítások

### Egyéni kiállítások
- 1986 – Bercsényi Klub, Budapest
- 1988 – Fiatal Művészek Klubja (FMK), Budapest
- 1989 – „Utcagaléria”, Szombathely
- 1992 – „Polaroidok” – FMK, Budapest
- 1993 – FMK, Budapest
- 1994 – „Polaroidok II” – Bercsényi 28-30 Galéria, Budapest
- 1994 – „Hótár” kiállítássorozat, „December” – MU Színház, Budapest
- 1995 – „Fekete Kamra” – Mű-Terem Kiállító, Budapest
- 1996 – „Fekete” – FMK, Budapest
- 1997 – „Archívum” – Bolt Galéria, Budapest
- 2000 – „Imicsek” – Francia Intézet, Budapest
- 2003 – „Elektromos Művek” – Nyitott Műhely, Budapest
- 2006 – „Monoszkóp” – MU Galéria, Budapest
- 2007 – „Egyes szám – többes szám: részecskék világa” – Nessim Galéria, Budapest
- 2008 – „Photomatrix” – Hungarian Cultural Centre, London, Egyesült Királyság
- 2009 – „DI ID” – Nessim Galéria, Budapest
- 2011 – Age L: Drim World – Nessim Galéria, Budapest

### Csoportos kiállítások

#### 20. század
- 1987 – „Fotográfia ’87” – Műcsarnok, Budapest
- 1988 – Stúdió „Önarckép” – Fotóművészeti Galéria, Budapest
- 1990 – „Stúdió IV.” – Fiatal Fotóművészek Stúdiója kiállítás, Ernst Múzeum, Budapest
- 1990 – „Schnelle Bilder” – Künstrelhaus, Bécs
- 1990 – Burghausen, NSZK
- 1991 – „Tatarozás” – Műcsarnok, Budapest
- 1991 – „Egyesült képek„ – Kaposvár
- 1992 – „Diploma ’92” – Tölgyfa Galéria, Budapest
- 1992 – „A Polaroid Magyarországon” – Berlin
- 1993 – „Camera Obscura” – Fotográfiai Múzeum, Kecskemét,
- 1993 – Pajta Galéria, Salföld
- 1994 – Diplomamunkák – London
- 1994 – Pécsi József ösztöndíjasok kiállítása – Dorottya Galéria, Budapest
- 1994 – „Fotografi dell’Ungheria” – Spilimbergo, Olaszország
- 1994 – „Csoportkép”, Első alkotócsoport – Vigadó Galéria, Budapest
- 1994 – IX. esztergomi fotóbiennálé
- 1994 – „Az első kiállítás” – Bolt Galéria, Budapest
- 1994 – „Fiatal magyar fotó ’90 után” – Miskolc, Budapest
- 1995 – „Fotogramok” – Vigadó Galéria, Budapest
- 1995 – Pécsi József ösztöndíjasok kiállítása – Dorottya Galéria, Budapest
- 1995 – „A látható jelen” – Ernst Múzeum, Budapest
- 1995 – „Grafoid” (Lerch Péterrel) – Artista Galéria, Budapest
- 1995 – „Profokus” – Budapest
- 1995 – „Kortárs magyar fotó” – Pécs
- 1995 – „EKE GANZ” – Budapest
- 1996 – „Több szem” – Vigadó Galéria, Budapest
- 1996 – „Concept” – Kortárs nemzetközi fotó – Zágráb, Horvátország
- 1996 – „Fofoto” fotóhónap – Pozsony, Szlovákia
- 1997 – „Közös munkák” (Bányay Péter 1960–2003 – Drégely Imre) – Bolt Galéria, Budapest
- 1997 – „Kortárs magyar fotó” – Pécs
- 1998 – „Kép és szöveg” – Bolt Fotogaléria, Budapest
- 1998 – „Camera Soave” – Soave, Olaszország
- 1998 – „Akt a fotó- és szobrászművészetben” – Vigadó Galéria, Budapest
- 1998 – „Első országos fotóhét” – Iparművészeti Múzeum, Budapest
- 1998 – „Take five”, Kortárs magyar fotó New Yorkban – Magyar Köztársaság Főkonzulátusa, New York, USA
- 1998 – „Take five” – Magyar Fotográfiai Múzeum, Budapest
- 1998 – „Fofoto” fotóhónap – Pozsony
- 1998 – XI. esztergomi fotóbiennálé
- 1999 – „Országos fotóhetek”, „XXS” – Bolt Fotógaléria, Budapest
- 1999 – „Kortárs magyar fotó” – Pécs
- 1999 – „Zeitgenössiche Fotografie aus Ungarn” – Akademie der Künste, Altes Rathaus – Kulturhaus, Potsdam, Berlin – Németország
- 1999 – „A Bolt fotogaléria kollekciója” – Francia Intézet, Budapest
- 2000 – „Vernissage II” – Mu Színház, Budapest
- 2000 – „Kortárs fotográfusok” – Vízivárosi Galéria, Budapest
- 2000 – „Ikrek fesztival” – Víztorony Galéria
- 2000 – „10 kép – 10 katalógus” (a Bolt galériából) – MD Stúdió Galéria, Budapest

#### 21. század

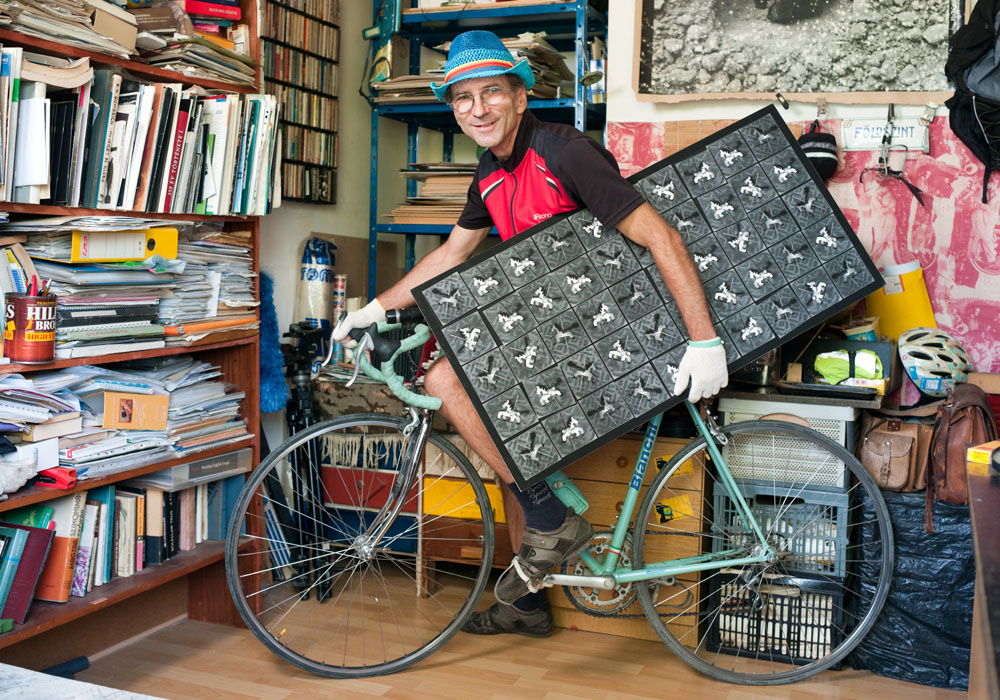
Urbán Ádám PéldaKÉPek sorozatából „Hyppodrom” (2008) című művével

- 2001 – „Válogatás a Bolt Galéria gyűjteményéből” – VMK. Fotógaléria, Nyíregyháza
- 2001 – „Kortárs magyar fotográfia, a Bolt Galéria kollekciója” – Galerie Photo, Montpellier
- 2001 – Thierry Marlat Galéria, Párizs, Franciaország
- 2001 – „XXS & XXL” – Vrais Reves Galéria, Lyon, Franciaország
- 2001 – Pepsi Sziget Fesztivál (Open Art), Budapest
- 2001 – Espace d’art contemporain Voutes du Port de Royan, Franciaország
- 2002 – „Vagy-vagy” – VAM Design Galéria, Budapest
- 2003 – „Offline I.” – A Fotográfus.hu Alapítvány bemutatkozó kiállítása, Millenáris, Budapest
- 2004 – „Camera Soave 2004” – Soave, Olaszország
- 2004 – „Breaking the Light” – Contemporary Hungarian Photography
- 2004 – Fujifilm Galeria, Kaunas
- 2004 – Klaipeda
- 2004 – Vilnius, Litvánia
- 2004 – Museum of New Art in Parnu, Észtország
- 2004 – Magyar Kultúra Háza, Moszkva
- 2004 – „Offline II.” – A Fotográfus.hu Alapítvány kiállítása, Vízivárosi Galéria, Budapest
- 2004 – „Fotó 20” – Ponton Galéria, Budapest
- 2005 – „Neofoton” – Művészetmalom, Szentendre
- 2005 – „Megközelítés” – Kortárs Galéria, Tatabánya
- 2005 – +Műhely „ Akku” – Budapest Galéria Kiállítóháza, Budapest
- 2005 – „Breaking the Light” – Museao de Aqua, Lisszabon, Portugália
- 2006 – „Plainair” – Plen Art fesztivál, 2B Galéria, Budapest
- 2007 – „=DIGIT=0010100011010111000101=” – 2B Galéria, Budapest
- 2007 – Állami művészeti díjazottak IX. kiállítása – Olof Palme-ház, Budapest
- 2007 – Art Fair, Műcsarnok, Budapest
- 2008 – „2× (New York)” (Kerekes Gáborral) – Nessim Galéria, Budapest
- 2009 – A Magyar Fotóművészek Szövetsége tíz alkotójának munkái – TR 54, Tampere, Finnország
- 2010 – Art Dubai, Dubai

### Írott sajtó, szaklapok, televízió
- Kerekes G.: A Negyedik belülről, Fotóművészet, 1990/3–4.
- Antal I.: Drégely Imre, Képpár, Szellemkép, 1992/5.
- Miltényi T.: Beszélgetés Drégely Imrével, Szellemkép, 1992/5.
- Lugosi Lugo L.: Drégely Imre, Pisces, Magyar Napló, 1993/4.
- Antal J.: (kat. bev)., Bolt Galéria, Budapest, 1997.
- Duna Televízió, Kikötő kulturális magazin – 2008. május 27. 22.05; 2009. január 21. 17.40

### Web
- Artportal – Lexikon
- Fotografus.hu
- nessim galéria – bemutatás, életrajz (angol)[halott link]
- Beszélő Online, Kultúra rovat – Nesze neked, Photoshop!, adatlap
- HVG.hu – Dubaji álom: vágyak és tárgyaik, Úttörő magyar fotósok kiállításai Finnországban
- Magyar Narancs – kiállítás • AGE:L DRIM WORLD • Drégely Imre
- Mai Manó Ház online – Verzó Online Galéria - Drégely Imre, Folytonos fájlok
- Szellemkép Szabadiskola – Profil
- Napi Szitu – PéldaKÉPek sorozat / Drégely Imre[halott link]
- Völgyi Attila blogja: Drégely Imre címkével ellátott cikkek
- PromontorTV.hu – A stúdióban Drégely Imre, Balogh Rudolf-díjas fotóművész[halott link]